# Tulpenrallye
El Tulpenrallye (también conocido como Tulip Rally , Rally de las Tulipas en español) es una prueba de rally que se disputa en los Países Bajos desde 1949 y que formó parte del Campeonato de Europa de Rally entre 1953 y 1978. La prueba alcanzó el éxito rápidamente y sufrió muchos cambios a lo largo de su historia, inicialmente concebida más como un evento social, aunque luego adquirió un carácter más automovilístico con la inclusión de tramos de rally. Tuvo gran éxito en los años 1950 y 1960 pero los problemas financieros y la falta de apoyo le hizo perder parte de su popularidad. Se recuperó en 1992 como una prueba de históricos. 
El Tulpenrally utilizó en sus primeros años el antiguo sistema con salidas desde diferentes localidades. Luego se sustituyó por un único recorrido que transcurría mayoritariamente por Francia alternando tramos de velocidad, regularidad, subidas en cuesta e incluso pruebas en el Circuito de Zandvoort. Algunos de los pilotos de automovilismo más célebres de la época participaron en el Tulip Rally como Pat Moss, Timo Mäkinen, Rauno Aaltonen, Vic Elford, Roger Clark o Walter Röhrl.

## Historia
La prueba nació en la posguerra, período en el que nacieron o se recuperaron muchas carreras que se habían paralizado por el conflicto. El piloto neerlandés Maurice Gatsonides se quejó a su amigo y también piloto, el francés Marc Angelvin, que la falta de montañas en los Países Bajos no permitía crear carreras como en otros países. Angelvin le respondió que a Mónaco, a pesar de su tamaño, no le impedía celebrar un evento automovilístico de gran éxito internacional como era el Rally de Montecarlo. De esta manera Gatsonides decidió llevar a cabo una carrera en los países bajos utilizando los tulipanes como símbolo del mismo y con el apoyo del Regional Automobile Club West (RAC-WEST). Posteriormente Gatsonides dejaría el cargo, como gestor del rally, a otras personalidades como Lex Van Strien, Jos van Calsteren, Jaques Lioni y Piet Nortier, este último conocido con el apodo de: «Mr. Tulpenrallye». En esa primera edición contó con 159 equipos inscritos que partieron desde siete localidades europeas, como Roma, Mónaco, Londres o Glasgow, con destino a Bruselas y posteriormente a Noordwijk-Aan-Zee. El vencedor fue Ken Wharton, que aprovechó sus dotes como experto piloto, en la última prueba que se disputaba en el circuito de Zandvoort. 
En 1951 los participantes sustituyeron los viejos mapas para orientarse por el «Tulip Road Book», un libro de ruta con un sistema basado en diagramas conocido por los neerlandeses como «bol-piji» (pelota y flecha) que alcanzó gran popularidad y atrajo a muchos equipos en los años venideros. Este sistema se extendió rápidamente por todo el mundo y se le conoció como tulip rally o tulips. En la actualidad es el método utilizado para orientarse y seguir la ruta indicada en todo tipo de rallyes.
La prueba fue incluyendo novedades en los años siguientes. En 1953 por ejemplo se endureció el trazado y se incorporaron nuevas pruebas en carreteras abiertas, subidas en cuesta e incluso en descenso, con el motor apagado. Se realizaba en los meses de abril y mayo y contó con la presencia de hielo y nieve en algunas ocasiones. Estas condiciones climatológicas y la dureza provocaba a menudo penalizaciones y abandonos. En otras ocasiones eran las irregularidades de los vehículos los que provocaban estas exclusiones, lo que permitió por ejemplo en 1953 al conde Hugo van Zuijlen van Nijevelt ser el primer piloto neerlandés en ganar el Tulpenrallye.
Los organizadores mantuvieron un sistema de compensación de categorías, para igualar las prestaciones de los automóviles, que benefició a algunos y perjudicó a otros. Los hermanos Don y Erle Morley fueron asiduos participantes del Tulip Rally y llegaron a vencer en el año 1959 con un Jaguar MK2 teniendo en frente a los vehículos oficiales de Keith Ballisat (Triumph TR3A), Peter Riley (Zephyr) o de Erik Carlsson (Saab). Este triunfo les permitió participar en 1960 con un Healey 3000 oficial preparado por la BMC con el que lograrían un octavo puesto. Ese año vencería el Citroën ID19 de los franceses Guy Verrier y René Trautmann beneficiados en parte por el sistema de compensación aunque estuvieron a punto de ser descalificados por llegar al final de carrera con el capó en el maletero.
El recorrido del rally también sufrió cambios. En 1959 se cambió el formato de diferentes salidas y se optó por un único recorrido entre Noordwijk y Mónaco, ida y vuelta, combinando tramos de velocidad y regularidad y visitando las montañas de los Alpes Marítimos, el Macizo del Jura y la Cordillera de los Vosgos.

## Palmarés
| Año                   | Edición                                             | Piloto                                              | Copiloto                                            | Automóvil                                           | Series                                              |
| --------------------- | --------------------------------------------------- | --------------------------------------------------- | --------------------------------------------------- | --------------------------------------------------- | --------------------------------------------------- |
| 1949                  | 1.er Tulpenrallye                                   | Ken Wharton                                         | J. Cooke                                            | Ford Anglia                                         |                                                     |
| 1950                  | 2.º Internationale Tulpenrallye                     | Ken Wharton                                         | Langelaan J. Dorsett                                | Ford Pilot V8                                       |                                                     |
| 1951                  | 3.er Internationale Tulpenrallye                    | Ian Appleyard                                       | Pat Appleyard Carol                                 | Jaguar XK120                                        |                                                     |
| 1952                  | 4.º Internationale Tulpenrallye                     | Ken Wharton                                         | J. West                                             | Ford Cónsul                                         |                                                     |
| 1953                  | 5.º Internationale Tulpenrallye                     | Hugo van Zuijlen van Nijevelt                       | F.M.A. Eschauzier                                   | Jowett Javelin                                      | ERC                                                 |
| 1954                  | 6.º Internationale Tulpenrallye                     | Pierre Stasse                                       | Olivier Gendebien                                   | Alfa Romeo 1900 Ti                                  | ERC                                                 |
| 1955                  | 7.º Internationale Tulpenrallye Holland             | Hans Tak                                            | Niemöller                                           | Mercedes-Benz 300 SL                                | ERC                                                 |
| 1956                  | 8.º Internationale Tulpenrallye                     | Raymond Brookes                                     | Edward Brookes                                      | Austin A30                                          | ERC                                                 |
| 1957                  | 9.º Internationale Tulpenrallye                     | Hans Kreisel                                        | Ten Hope                                            | Renault Dauphine                                    | ERC                                                 |
| 1958                  | 10.º Internationale Tulpenrallye                    | Günther Kolwes                                      | Ruth Lautmann                                       | Volvo PV 444                                        | ERC                                                 |
| 1959                  | 11.º Internationale Tulpenrallye                    | Donald Morley                                       | Earle Morley                                        | Jaguar MK2 3.4                                      | ERC                                                 |
| 1960                  | 12.º Tulpenrallye                                   | Guy Verrier                                         | René Trautmann                                      | Citroën ID 19                                       | ERC                                                 |
| 1961                  | 13.er Internationale Tulpenrallye                   | Geoff Mabbs                                         | Leslier Griffits                                    | Triumph Herald 12/50                                | ERC                                                 |
| 1962                  | 14.º Internationale Tulpenrallye                    | Pat Moss                                            | Ann Riley                                           | Morris Mini Cooper                                  | ERC                                                 |
| 1963                  | 15.º Internationale Tulpenrallye                    | Henri Gréder                                        | Martial Delalande                                   | Ford Falcon Sprint                                  | ERC                                                 |
| 1964                  | 16.º Internationale Tulpenrallye                    | Timo Mäkinen                                        | Tony Ambrose                                        | BMC Mini Cooper S                                   | ERC                                                 |
| 1965                  | 17.º Internationale Tulpenrallye                    | Rosemary Smith                                      | Valerie Domleo                                      | Hillman Imp                                         | ERC                                                 |
| 1966                  | 18.º Internationale Tulpenrallye                    | Rauno Aaltonen                                      | Henry Liddon                                        | Austin Cooper S                                     | ERC                                                 |
| 1967                  | 19.º Internationale Tulpenrallye                    | Vic Elford                                          | David Stone                                         | Porsche 911 S                                       | ERC                                                 |
| 1968                  | 20.º Internationale Tulpenrallye                    | Roger Clark                                         | Jim Porter                                          | Ford Escort Twin Cam                                | ERC                                                 |
| 1969                  | 21.er Internationale Tulpenrallye                   | Gilbert Staepelare                                  | André Aerts                                         | Ford Escort Twin Cam                                | ERC                                                 |
| 1970                  | 22.º Internationale Tulpenrallye                    | Kees van Grieken                                    | Marcel Verbunt                                      | BMW 2002 TI                                         | ERC                                                 |
| 1973                  | 23.er Internationale Tulpenrallye                   | Bert Dolk                                           | Bob de Jong                                         | Opel Ascona SR                                      | ERC                                                 |
| 1974                  | 24.º Internationale Tulpenrallye                    | Walter Röhrl                                        | Jochen Berger                                       | Opel Ascona                                         | ERC                                                 |
| 1976                  | 25.º Internationale Gulf Tulpenrallye               | Lars Carlsson                                       | Bob de Jong                                         | Opel Kadett GT/E                                    | ERC                                                 |
| 1977                  | 26.º Internationale Gulf Tulpenrallye               | Gilbert Staepelaere                                 | Eric Bessem                                         | Ford Escort RS 1800 MKII                            | ERC                                                 |
| 1978                  | 27.º Internationale Gulf Tulpenrallye               | Russell Brookes                                     | Peter Bryant                                        | Ford Escort RS 1800 MKII                            | ERC                                                 |
| 1979                  | 28.º AMAC Internationale Tulpenrallye               | Bror Danielsson                                     | David Booth                                         | Ford Escort RS 1800 MKII                            |                                                     |
| 1980                  | 29.º Internationale AMAC-Tulpenrallye               | Jan van der Marel                                   | Bruno van Traa                                      | Opel Kadett GT/E                                    |                                                     |
| 1981                  | Cancelado                                           | Cancelado                                           | Cancelado                                           | Cancelado                                           | Cancelado                                           |
| 1982                  | 30.º Internationale AMAC-Tulpenrallye               | Jan Bak                                             | André Schoonenwolf                                  | Porsche Carrera                                     |                                                     |
| 1983                  | 31.er Internationale AMAC-Tulpenrallye              | Renger Guliker                                      | Dickhout                                            | Porsche 911 SC                                      |                                                     |
| 1984                  | 32.º Internationale AMAC-Tulpenrallye               | Stig Andervang                                      | André Schoonenwolf                                  | Ford Escort RS 1800 MKII                            |                                                     |
| 1985                  | 33.er Internationale AMAC-Tulpenrallye              | John Bosch                                          | Lambert Peeters                                     | Audi Quattro A2                                     |                                                     |
| 1986                  | 34.º Internationale AMAC-Tulpenrallye               | Stig Andervang                                      | Anja Lieuwma                                        | Ford RS200                                          |                                                     |
| 1987                  | 35.º Internationale AMAC-Tulpenrallye               | John Bosch                                          | Guy Hodgson                                         | Audi Quattro A2                                     |                                                     |
| 1988                  | 36.º Internationale AMAC-Tulpenrallye               | John Bosch                                          | Kevin Gormley                                       | BMW M3                                              |                                                     |
| 1989                  | 37.º Internationale AMAC-Tulpenrallye               | Erwin Doctor                                        | Theo Badenberg                                      | Ford Sierra RS Cosworth                             |                                                     |
| 1991                  | 38.º Internationale AMAC-Tulpenrallye               | John Bosch                                          | Kevin Gormley                                       | BMW M3                                              |                                                     |
| Historic Tulpenrallye |                                                     |                                                     |                                                     |                                                     |                                                     |
| 1992                  | 39.º Historic Tulpenrallye                          | Peter van Merksteijn                                | Hans van Beek                                       | Porsche 911                                         |                                                     |
| 1993                  | 40.º Historic Tulpenrallye                          | Peter van Merksteijn                                | Hans van Beek                                       | Porsche 911                                         |                                                     |
| 1994                  | 41.er Historic Tulpenrallye                         | Andersen                                            | Friborg                                             | Volvo 123 GT                                        |                                                     |
| 1995                  | 42.º Historic Tulpenrallye                          | Eddy van den Hoorn                                  | René Smeets                                         | Volvo 122 S                                         |                                                     |
| 1996                  | 43.er Historic Tulpenrallye                         | Roger Munda                                         | Robert Rorife                                       | Porsche 911                                         |                                                     |
| 1997                  | 44.º Historic Tulpenrallye                          | Eddy van den Hoorn                                  | René Smeets                                         | Volvo 122 S                                         |                                                     |
| 1998                  | 45.º Historic Tulpenrallye                          | Eddy van den Hoorn                                  | René Smeets                                         | Volvo 122 S                                         |                                                     |
| 1999                  | 46.º Historic Tulpenrallye                          | Horst Deumel                                        | Potjans                                             | BMW 2000 TI                                         |                                                     |
| 2000                  | 47.º Historic Tulpenrallye                          | Adrie Brugmans                                      | Jaap Daamen                                         | Alfa Romeo Giulia GT                                |                                                     |
| 2001                  | 48.º Historic Tulpenrallye                          | Bert Dolk                                           | Robert Rorife                                       | Volvo 122 S                                         |                                                     |
| 2002                  | 49.º Historic Tulpenrallye                          | Jan Ebus                                            | Jan Berkhof                                         | Mercedes-Benz 300 SL                                |                                                     |
| 2003                  | 50.º Historic Tulpenrallye                          | Karel Westerman                                     | osenboom                                            | Porsche 356 B                                       |                                                     |
| 2004                  | 51.er Historic Tulpenrallye                         | Bert Dolk                                           | Erwin Berkhof                                       | Alfa Romeo Giulietta Sprint                         |                                                     |
| 2005                  | 52.º Historic Tulpenrallye                          | Bert Dolk                                           | Erwin Berkhof                                       | Alfa Romeo Giulietta Sprint                         |                                                     |
| 2006                  | 53.er Historic Tulpenrallye                         | Bert Dolk                                           | Erwin Berkhof                                       | Alfa Romeo Giulietta Sprint                         |                                                     |
| 2007                  | 54.º Historic Tulpenrallye                          | Jos Lommerse                                        | Marleen Hendrikse                                   | Alfa Romeo Giulia 1300                              |                                                     |
| 2008                  | 55.º Historic Tulpenrallye                          | Rutger Reinders                                     | Erwin Berkhof                                       | Porsche 911 S                                       |                                                     |
| 2009                  | 56.º Historic Tulpenrallye                          | Rinus Sinke                                         | Bart den Hartog                                     | Austin Healey                                       |                                                     |
| 2010                  | 57.º Historic Tulpenrallye                          | Paul Wignall                                        | Mark Appleton                                       | Porsche 911 S                                       |                                                     |
| 2011                  | 58.º Historic Tulpenrallye                          | Jan Ebus                                            | Jan Berkhof                                         | Mercedes-Benz 300 SL                                |                                                     |
| 2012                  | 59.º Historic Tulpenrallye                          | Rinus Sinke                                         | Bart den Hartog                                     | Austin Healey                                       |                                                     |
| 2013                  | 60.º Historic Tulpenrallye                          | Koen Bender                                         | Willem van Leeuwen                                  | MG A Twin-cam                                       |                                                     |
| 2014                  | 61.er Historic Tulpenrallye                         | Alexander Leurs                                     | Peter van Hoof                                      | Opel Ascona 1.9 SR                                  |                                                     |
| 2015                  | 62.º Historic Tulpenrallye                          | Rinus Sinke                                         | Bart den Hartog                                     | Austin Healey                                       |                                                     |
| 2016                  | 63.er Historic Tulpenrallye                         | Alexander Leurs                                     | Peter van Hoof                                      | Opel Ascona 1.9 SR                                  |                                                     |
| 2017                  | 64.º Historic Tulpenrallye                          | Albert Boekel                                       | Remco Luksemburg                                    | Alfa Romeo Giulia 1600 Super                        |                                                     |
| 2018                  | 65.º Historic Tulpenrallye                          | Harm Lamberigts                                     | Bart den Hartog                                     | Ford Escort Mexico                                  |                                                     |
| 2019                  | 66.º Historic Tulpenrallye                          | Harm Lamberigts                                     | Bart den Hartog                                     | Ford Escort Mexico                                  |                                                     |
| 2020                  | 2020: No se celebró a causa de la Pandemia COVID 19 | 2020: No se celebró a causa de la Pandemia COVID 19 | 2020: No se celebró a causa de la Pandemia COVID 19 | 2020: No se celebró a causa de la Pandemia COVID 19 | 2020: No se celebró a causa de la Pandemia COVID 19 |
| 2021                  | 67.º Historic Tulpenrallye                          | Harm Lamberigts                                     | Bart den Hartog                                     | Ford Escort Mexico                                  |                                                     |
| 2022                  | 68.º Historic Tulpenrallye                          | Hans van der Kooij                                  | Bas de Rijk                                         | Alfa Romeo GT Junior                                |                                                     |
| 2023                  | 69.º Historic Tulpenrallye                          | Harm Lamberigts                                     | Bart den Hartog                                     | Ford Escort Mexico                                  |                                                     |